# Per Uadzset
| p · niwt | \| \| | d · p · niwt |
|          |       |              |

|  |

| p · niwt | \| \| | d · p · niwt |
|          |       |              |

|  |

Per Uadzset (más néven: Butó) ókori egyiptomi város a Nílus deltájában, a folyó Szebennütoszi ágán, a mai Alexandriától 95 kilométerre keletre. Múltja túlnyúlik az írott történelmen, az újkőkor idején már lakott volt a területe. A protodinasztikus korban  Alsó-Egyiptom uralkodói székhelye volt. A fáraókorban mindvégig ez volt a 6. („Hegyi Bika”) alsó-egyiptomi nomosz fővárosa. Ideológiailag is kiemelten fontos település volt, mint Uadzset istennő fő kultuszközpontja. Bár a fáraókor folyamán névlegesen mindvégig megmaradt kultikus fontosságú helynek, de tényleges szerepe fokozatosan csökkent, és már az óbirodalom idején háttérbe szorította Iunu (Héliopolisz), majd az újbirodalom idején Uaszet (Théba).

## Nevének eredete
| I10 | b | a · X1 | S20 |

| I10 | b | a · X1 | S20 |

| pr · Z1 | M14 | X1 · H8 | I12 | G7 |

| pr · Z1 | M14 | X1 · H8 | I12 | G7 |

A korai időkben Pe és Dep ikervárosok voltak, ami az egyiptomi települések között nem szokatlan – másik jól ismert példája a hasonló jelentőségű, és ideológiailag is e városokhoz kötődő Nehen és Neheb. A két város közül feltehetőleg Pe játszott fontosabb szerepet, nevének jelentése óegyiptomi nyelven trónus. A Per Uadzset név a két város egybeépülése után ragadt a településre, utalva Dep helyi istenségére, Uadzset istennőre. E név jelentése Uadzset birtoka vagy Uadzset háza. Ennek kopt alakja, a Poutó torzult a ptolemaida időkben a Butó névre. Ezt az elnevezést számos nyelven használják ma is, többek között arabul is بوت (Bwtw, azaz Bútu)  a lelőhely neve.
Az óbirodalmi forrásokban megtalálható Per Uadzsetre a Dzsebaut név is, amelynek első előfordulása egy késő-predinasztikus (Nagada IIIA1 kori) sírban talált csont címkén került elő Abüdoszban.
A lelőhely mai elnevezése is őrzi az ókor emlékét, mivel Tell el-Faráín jelentése arab nyelven Fáraók dombja.

## Földrajza
A város a Nílus-delta Szebennütoszi ágánál helyezkedett el, a folyó hordalékából kialakult, úgy nevezett teknőshát dombon. Fénykorában a tengerpart közelében feküdt, a Butói-tó déli partján, mára azonban a Nílus-delta feltöltődése miatt a part 34 kilométerrel északabbra húzódik.

## Kultikus szerepe

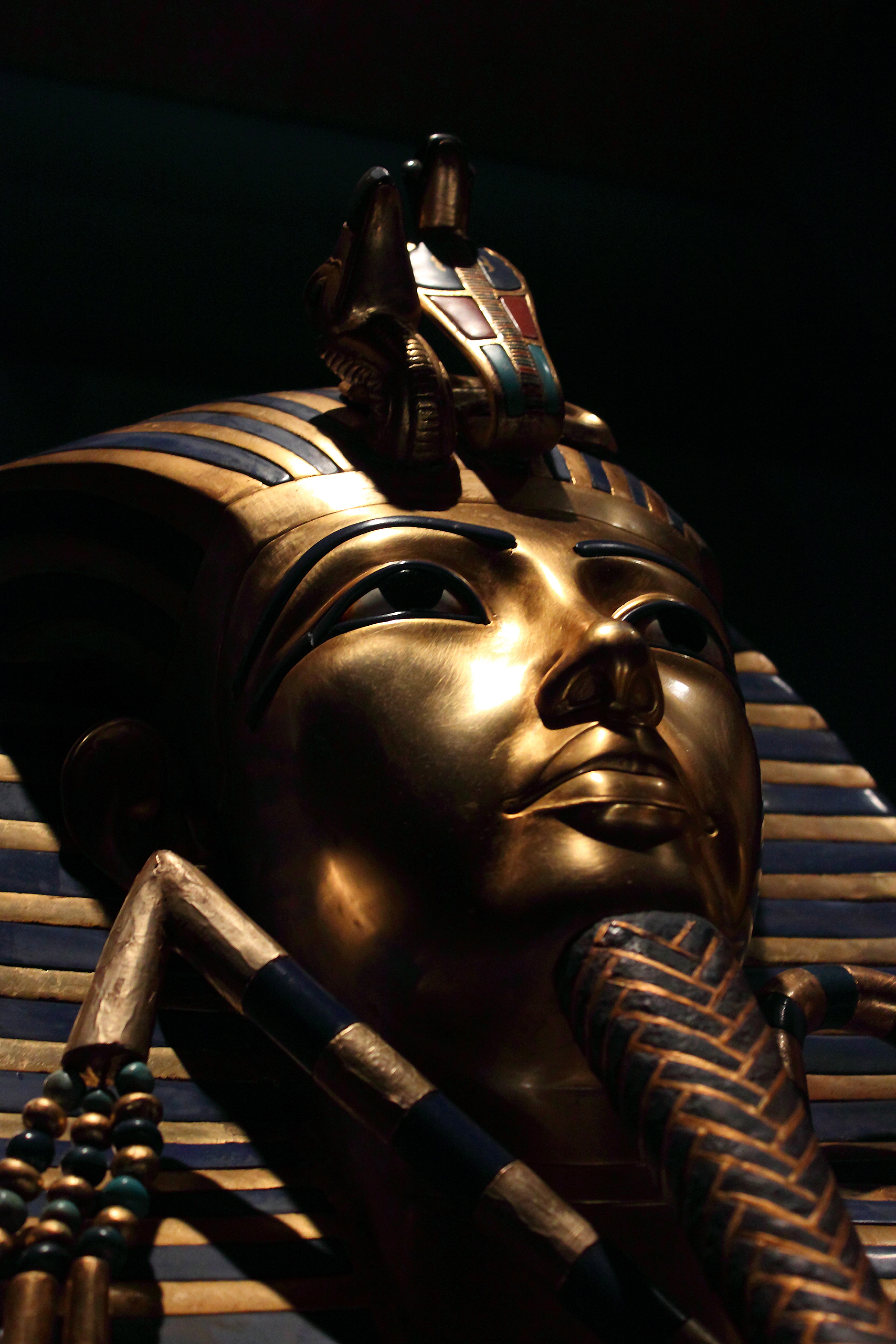
Tutanhamon belső koporsója homlokrészén az Ureusz helyett Nehbet (keselyű) és Per Uadzset névadója, Uadzset (kobra) alakjával

Nehen és Pe lelkei – balra sakálfejjel Nehen, jobbra sólyomfejjel Pe lelke

Dep istennője, Uadzset, a királyságot oltalmazó két kobraistennőnek, a „Két Úrnőnek” egyikeként a mindenkori uralkodó egyik isteni pártfogója volt, és ebben a formában még a királyi titulatúrában is megjelent a Két Úrnő (nb.ti) névben. Az istennőnek minden évben ünnepséget tartottak a városban, ami állami eseménynek számított. Az ókori auktorok, így Klaudiosz Ptolemaiosz és az idősebb Plinius szerint a városban egy cickányfélét is szentként tiszteltek.
Uadzset temploma fontos jóshely is volt, amely a perzsa uralom idején is működött. A hagyomány szerint II. Kambüszésznek a butói jósda megjósolta, hogy egy Agbatana nevű városban leli halálát – csak azt nem tudta a király, hogy nem a médiai Agbatanától kell tartania, hanem egy ugyanilyen nevű szíriai településtől.
Pe istene Hórusz sólyomisten volt, aki szintén szorosan kapcsolatban állt a királysággal – az ókori Egyiptom királyai és fáraói Hórusz megtestesülésének számítottak.
A Buto környékén fekvő mocsarak a Hórusz és Széth párharcáról szóló mítoszokban is szerepelnek: Ízisz ide menekült el csecsemőkorú fiával Széth haragja elől.
A halotti szövegekben már az Óbirodalom idején megjelentek Pe és Nehen lelkei, első előfordulásuk a Piramisszövegekben található. A lelkek a királyi ősöket szimbolizálták (a „Két Úrnő” két székhelye után kapták nevüket). Pe lelkeit sólyomfejjel ábrázolták.

## Feltárása
A feltárást nehezíti a Delta természeti sajátossága: a lelőhelyek a víz közelsége, a gyakori áradások, a földművelés és a magas talajvízszint miatt rossz megtartásúak, erősen pusztultak. Sok lelőhelyen tovább rontják a helyzetet azok a földművesek, akik a földjeik trágyázásához gyűjtik az ókori vályogtéglákat és más, kiszáradt, szerves anyagokat tartalmazó maradványokat (szebah). Per Uadzset predinasztikus és korai dinasztikus emlékei a mai talajvízszint alatt vannak, ezért feltárásuk csak nagy teljesítményű szivattyúk alkalmazásával, jelentős többletköltséggel végezhető. A szivattyúzás szükségessége miatt egyszerre csak kis területeken végezhető a munka, ami jelentős mértékben lassítja is a tevékenységet.
A terület nagy része le van zárva a látogatók elől. Egy kis méretű szabadtéri múzeumban van kiállítva néhány szobor és épületelem, többnyire az újbirodalmi és a görög-római kori leletek közül.

### Leletek és a helyszín
A település három halmon állt, ezek közül egy a templom helye, a másik kettő (az ókori forrásokkal egybevágóan) a város két része volt. A város teljes feltárása még nem történt meg (2010 szeptemberi állapot), de az eddigi eredmények azt sugallják, hogy a fáraókor legnagyobb részében a hírnevéhez képest meglepően kis falu volt.
A Uadzsetnek emelt templomnak csak alapjai maradtak. A dinasztikus kor kezdetéről egyetlen pecséthengert találtak. További néhány lelet a „mindenütt jelenlevő”, Egyiptom-szerte mindenhol építkező vagy elbirtokló II. Ramszesz korából származik. A lelőhelyet a kairói Német Régészeti Intézet (German Archaeological Institute, Cairo) tárta (más forrás szerint tárja) fel. Munkájuk során a kora-prehisztorikus időktől a bizánci korig virágzó település nyomait tárták fel. A korai dinasztikus korból és az óbirodalmi időszakból különleges téglaépítmények nyomaira bukkantak, amelyeket nyilvánvalóan cserépkúpokkal (Grubenkopfnagel) díszítettek. Ezeknél nem zárható ki a mezopotámiai hatás sem.
A feltárt leletek alapján az Ó- és középbirodalom idején Per Uadzset nem volt nagyobb egy falunál. A szaiszi réteg alatt közvetlenül korai dinasztikus időkből származó, söröskorsókat tartalmazó letétre találtak, valamint falmaradványokra, amelyek egy, feltehetőleg az I. és II. dinasztia idején működött adminisztratív célú épület maradványai. Ennek részleteit korábbi kutatások során is megtalálták, azonosítását Hartung végezte el. A területen számos, a görög-római korból származó téglafalmaradvány is látható.

### Kutatástörténete
A településhalmot Flinders Petrie azonosította 1888-ban, de az első feltárási munkálatok csak 1904-ben kezdődtek, amikor C. T. Currelly próbaásatásokat végzett az Egyiptomi Felfedező Társaság (Egypt Eploration Society) részéről. A terület szinte teljes egészében feltáratlan maradt.
Az első módszeres felmérést és kutatóárkos vizsgálatokat Veronica Seton-Williams és Dorothy Charlesworth angol csoportja végezte az 1960-as években. Ez a munka a településdombokra helyezte a hangsúlyt. Ekkor főleg ptolemaida és római kori leletek kerültek a felszínre, részben a templom területén, illetve a terület északnyugati részén, ahol egy fazekaskemencét és egy fürdőházat sikerült azonosítani. A legkorábbi emlékek a Harmadik átmeneti kor idejéről kerültek elő a déli halomba vágott kutatóárokban. Már ekkor is előbukkantak olyan, elszigetelt leletek, amelyek a predinasztikus település létezését sejttették.
Az 1980-as években Thomas von der Way vezetésével bukkantak rá a predinasztikus emlékekre. Way talált rá a cserépkúpokkal díszített téglafalra, és olyan cserépedény-töredékeket is a felszínre hozott, amelyek egy folyamközi kultúra motívumait viselték magukon. E fehér sávos díszítés az Amuq F kerámia sajátossága, amely a cserépkúpos díszítéssel együtt arra a következtetésre vezette Wayt, hogy a deltabeli egyiptomiak már e korai időkben kapcsolatban álltak az uruki kultúrával, feltehetőleg észak-szíriai közvetítők révén.
1980-tól kezdődően az Alexandriai Egyetem és az egyiptomi műemlékvédelmi hatóság rendszeresen folytatott kutatásokat, és főleg újbirodalmi leleteket találtak: épületmaradványokat és szobrokat, valamint egy kitűnő állapotú sztélét, amelyen III. Thotmesz dekrétuma állt.
A területet a Kairói Német Régészeti Intézet (Deutsches Archäologisches Institut, Kairo) az 1990-es évektől kutatta Ulrich Hartung vezetésével, 2000 tavaszán pedig a Holland Régészeti Kutatási Alapítvány (Netherlands Foundation for Archaeological Research) élén Tomasz Herbich végzett geofizikai felmérést.
2006-tól napjainkig (2010) ismét a Kairói Német Régészeti Intézet dolgozik a lelőhelyen. Elsősorban a korszerű módszerekkel való felmérés és a településdombok két részének feltárása a céljuk. A település legészaknyugatibb részén a geomágneses mérések szokatlan épületszerkezetet jeleztek, amelyek felkutatása kiemelt feladat. A 2006–2007-es ásatási szezonban későkori előkelők temetkezéseit és feltehetőleg egy Harmadik átmeneti kori helyi uralkodó sírját találták meg.
A német feltárásokkal együttműködve a Poitiers-i Egyetem munkatársa, Pascale Ballet a görög-római kori ipari tevékenység nyomait vizsgálta a helyszínen.

### Uadzset temploma
A templom a két városrész között, azoktól északkeletre helyezkedett el. Legkorábbi feltárt maradványai a XII. dinasztia idejére datálhatók. A templomot kettős kerítésfal vette körbe, a külső fal által bezárt terület szabálytalan négyszög alakú, oldalainak hossza 174, 260, 234 és 306 méter. A belső fal mészkőből épült, és kvarcit burkolatot kapott. E területen állt a 31 × 65 méter alapterületű, déli tájolású templom. Hérodotosz szerint a templom előcsarnokának magassága 17,76 méter volt. Ugyanekkorának írta le az egyetlen kőtömbből faragott naosz magasságát is, amelyet a mai kutatók túlzásnak tartanak. A templom maradványainak jelentős része a szaiszi korból származhat, valószínűleg II. Jahmesz (Amaszisz) idejéből. A perzsa uralom idején lerombolták, majd az első Ptolemaiosz uralkodók alatt újjáépítették, de hamarosan újra romba dőlt.

## Ajánlott irodalom
- Baines, John, Málek, Jaromír. Az ókori Egyiptom atlasza, ford. Udvarhelyi László (magyar nyelven), Budapest: Helikon Kiadó Kft.. 1. kiadás: ISBN 963-208-068-8, 2. kiadás: ISBN 963-208-642-2 [1992] (2000)

- szerk.: Shaw, Ian: Az ókori Egyiptom története. Debrecen: Gold Book Kiadó. Fordította: Kmilcsik Ágnes (2004). ISBN 963-425-022-X
- Kákosy László. Az ókori Egyiptom története és kultúrája. Budapest: Osiris (2003). ISBN 963-389-497-2 ISSN 1218-9855
- Kákosy, László. Ré fiai. Budapest: Gondolat Kiadó [1979]. ISBN 963-280-736-7

Részletesebb irodalomjegyzék található a témában a Deutsches Archäologisches Institut honlapján.

## Fordítás
- Ez a szócikk részben vagy egészben  a   Buto című angol Wikipédia-szócikk ezen változatának fordításán alapul.  Az eredeti cikk szerkesztőit annak laptörténete sorolja fel. Ez a jelzés csupán a megfogalmazás eredetét és a szerzői jogokat jelzi, nem szolgál a cikkben szereplő információk forrásmegjelöléseként.